# أحمد سالم أحمد عبد الله العواضي
أحمد بن سالم بن أحمد بن عبد الله العواضي (1939 - 1986 ) عسكري يمني، ولد في قرية النجد في مديرية ردمان في محافظة البيضاء، وتوفي في مدينة صنعاء، وفيها دفن في مقبرة الشهداء.

## حياته وأدواره
تلقى دراسته الأولى في كُتَّاب قريته، ثم التحق بعدد من الدورات العسكرية والسياسية، وواصل تثقيف نفسه حتى ألم بشيء من المعارف. عُين قائداً للجيش الشعبي، ثم قائداً لكتيبة مدرعات عام 1393هـ/ 1973م، ثم قائداً لكتيبة مشاة لواء المجد عام 1397هـ/ 1977م، ثم محافظًا لمحافظة مأرب عام 1399هـ/ 1979م، ثم محافظًا لمحافظة ذمار عام 1404هـ/ 1984م، ثم محافظًا لمحافظة المحويت عام 1405هـ/ 1985م.
اغتيل أمام وزارة المالية في مدينة صنعاء في ظروف غامضة، وعُرف من أبنائه الشيخ ياسر أحمد سالم العواضي السياسي والقيادي في حزب المؤتمر الشعبي العام وعضو مجلس النواب اليمني، والشيخ محمد أحمد سالم العواضي مدير مديرية ردمان
شارك في تأسيس حزب المؤتمر الشعبي العام، وكان عضوًا في لجنته الدائمة، وعضوًا في لجنتي الحوار وصياغة الميثاق الوطني، وشيخ مشائخ قبيلة آل عواض.

## سجنه
وُضع قبل قيام الثورة الجمهورية رهينة في سجن الرادع في مدينة صنعاء، لضمان ولاء قبيلته للحكم الإمامي، وعندما قامت الثورة الجمهورية التي قضت على الحكم الإمامي عام 1382هـ/ 1962م التحق في صفوف المدافعين عنها، وشارك في عدد من المعارك، منها: معركة في بلدة حريب من بلاد مأرب، والمعركة التي حوصرت فيها مدينة صنعاء لمدة سبعين يومًا من قبل القوات الملكية عام 1387هـ/ 1967م.